# Парламентские выборы на Фиджи (2014)
Парламентские выборы на Фиджи прошли 17 сентября 2014 года, однако ранее их планировалось провести в марте 2009 года. По итогам выборов были избраны 17 членов Палаты представителей парламента Фиджи, которые в свою очередь изберут нового премьер-министра и правительство. Эти выборы стали первыми демократическими после военного переворота 2006 года.

## Контекст
После военного переворота 5 декабря 2006 года, государство Фиджи было исключено из стран-членов Содружества наций, однако новый приём может состояться в сентябре на встрече в Нью-Йорке, в связи с чем, пресс-секретарь Содружества Виктория Холдсуорт отметила, что «Содружество в прошлом ценило Фиджи в качестве полноправного члена и надеется на полное восстановление Фиджи в нашей семье после его реального перехода к гражданской, конституционной демократии».

## Партии
В выборах участвовали 7 партий, выдвинуто 248 кандидатов, 2 из которых — независимые:
- Лейбористская партия Фиджи[англ.]
- Национальная федеративная партия[англ.]
- Социал-демократическая либеральная партия
- Народная демократическая партия
- FijiFirst
- Объединённая свободная партия[англ.]
- Только Фиджи

## Голосование
Избирательные участки открылись 17 сентября в 7.30 по местному времени, а закрылись в 18:00. Президент Фиджи Эпели Наилатикау сказал, что все партии должны признать результат «первых свободных и справедливых выборов» в истории Фиджи, а премьер-министр Фрэнк Мбаинимарама отметил, что «мы хотим прозрачного, справедливого избирательного процесса, потому что мы прошли через многое за последние восемь лет».
За две недели до основного голосования, началось предварительное для отдалённых районов страны, закончившееся 15 сентября, после чего последовали два дня тишины. Выборы прошли с использованием открытой формы партийных списков пропорционального представительства с использованием метода Д’Ондта в едином общенациональном избирательном округе Фиджи, состоящем из 50 мест. Население Фиджи составляет свыше 890 тысяч человек, почти 600 тысяч из них имеют право голоса, а около 590 тысяч зарегистрировались для голосования.
После окончания голосования, руководитель ЦИК Мухаммед Саним отметил, что «мы не получили никаких сообщений о любых препирательствах в любом из наших избирательных участках и поэтому мы можем сказать, что по текущей имеющейся информации, не было никакого насилия».

## Результат
После публикации предварительных результатов с данными о том, что партия Баинимарамы набрала 60 % голосов, он выступил на многотысячном митинге в Суве, заявив, что станет премьер-министром. В докладе международной комиссии в составе 92 наблюдателей из 15 стран отмечалось, что «голосование проходило в спокойной атмосфере без подтасовок или запугивания избирателей, которые с энтузиазмом принимали участие в выборах». После публикации окончательных данных, согласно которым партия «FijiFirst» получила подавляющее большинство мест в парламенте, а явка составила 84 %, Баинимарама в третий раз принёс присягу на пост премьер-министра.
| Партия                                                                              | Партия                                    | Голоса  | %     | Места |
| ----------------------------------------------------------------------------------- | ----------------------------------------- | ------- | ----- | ----- |
|                                                                                     | FijiFirst                                 | 293 714 | 59,20 | 32    |
|                                                                                     | Социал-демократическая либеральная партия | 139 857 | 28,20 | 15    |
|                                                                                     | Национальная федеративная партия          | 27 066  | 5,50  | 3     |
|                                                                                     | Народная демократическая партия           | 15 864  | 3,20  | 0     |
|                                                                                     | Лейбористская партия                      | 11 670  | 2,40  | 0     |
|                                                                                     | Только Фиджи                              | 5839    | 1,20  | 0     |
|                                                                                     | Объединённая свободная партия             | 1072    | 0,20  | 0     |
|                                                                                     | Независимые                               | 1282    | 0,30  | 0     |
| Недействительные/пустые бланки                                                      | Недействительные/пустые бланки            | 3714    | -     | -     |
| Всего                                                                               | Всего                                     | 496 364 | 100   | 50    |
| Зарегистрированные избиратели/явка                                                  | Зарегистрированные избиратели/явка        | 591 101 | 83,97 | -     |
| Источник: Elections Fiji, FBC Архивная копия от 24 сентября 2014 на Wayback Machine |                                           |         |       |       |